# Tsesarevitj
Tsesarevitj (russisk: Цесаревич), på dansk til tider oversat til storfyrsttronfølger, var en titel, der blev tildelt tronfølgeren i Det Russiske Kejserrige fra 1762 og frem til monarkiets afskaffelse i 1917. Titlen skal ikke forveksles med titlen Tsarevitj (russisk: Царевич) eller Tsarevna (russisk: Царевна), der blev tildelt alle børn af en tsar.
En tsesarevitjs hustru havde titlen Tsesarevna (russisk: Цесаревна).